# 岡巴利巴
岡巴利巴(梵文：Kamparipa)，印度大乘密宗人士，八十四成就者之一。

## 簡介
岡巴利巴原是薩利菩札的鐵匠。有一天，一位瑜珈士來到他工作的地方要求供養，於是瑜珈士便跟鐵匠回家，並傳授鐵匠珍貴的灌頂，及觀想三密脈的教法。禪修六年，鐵匠得到了大手印的成就，之後便以岡巴利巴聞名於薩利菩札地區，並將珍貴的佛法，教導給許多貧困的求道者。岡巴利巴在完成許多利生的事業後，便即進入空行的淨土中。